# Teoria de Dempster-Shafer

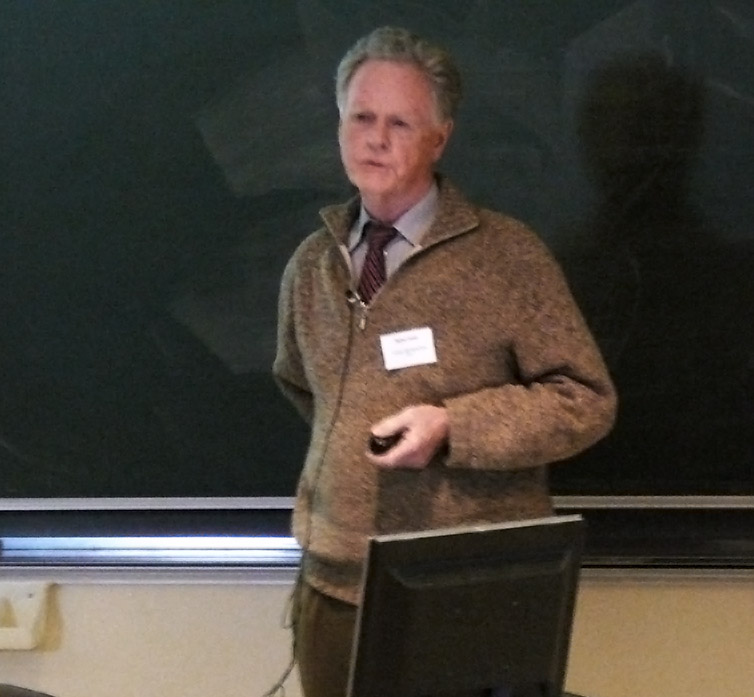
Prof. Dempster numa apresentação em 2010.

A teoria Dempster–Shafer é uma teoria matemática da evidência. Ela permite combinar evidência de diferentes fontes e chegar a um grau de credibilidade (representada por uma função de credibilidade) que leva em conta toda a evidência disponível. A teoria foi primeiramente desenvolvida por Arthur P. Dempster e Glenn Shafer.